# NGC 1297
NGC 1297 је спирална галаксија у сазвежђу Еридан која се налази на NGC листи објеката дубоког неба.
Деклинација објекта је - 19° 6' 0" а ректасцензија 3h 19m 14,0s. Привидна величина (магнитуда) објекта NGC 1297 износи 11,8 а фотографска магнитуда 12,8. Налази се на удаљености од 23,450 милиона парсека од Сунца. NGC 1297 је још познат и под ознакама ESO 547-30, MCG -3-9-17, PGC 12373.